# John Caraway Arrowsmith
John Caraway Arrowsmith, ameriški general in vojaški inženir, * 4. junij 1894, † 1. junij 1985.